# 九十六角形

正九十六角形

九十六角形（きゅうじゅうろくかくけい、きゅうじゅうろっかっけい、enneacontahexagon）は、多角形の一つで、96本の辺と96個の頂点を持つ図形である。内角の和は16920°、対角線の本数は4464本である。

## 正九十六角形
正九十六角形においては、中心角と外角は3.75°で、内角は176.25°となる。一辺の長さが a の正九十六角形の面積 S は
{\displaystyle S={\frac {96}{4}}a^{2}\cot {\frac {\pi }{96}}\simeq 733.12416a^{2}}
{\displaystyle {\begin{aligned}S=&24a^{2}\cot {\frac {\pi }{96}}\\=&24a^{2}\left(2+{\sqrt {3}}+{\sqrt {2}}+{\sqrt {6}}+{\sqrt {16+8{\sqrt {3}}+2{\sqrt {104+60{\sqrt {3}}}}}}+{\sqrt {32+16{\sqrt {3}}+4{\sqrt {104+60{\sqrt {3}}}}+2{\sqrt {848+488{\sqrt {3}}+2(31+16{\sqrt {3}}){\sqrt {104+60{\sqrt {3}}}}}}}}\right)\\=&24a^{2}\left(2+{\sqrt {3}}+{\sqrt {2}}+{\sqrt {6}}+{\sqrt {16+8{\sqrt {3}}+2{\sqrt {104+60{\sqrt {3}}}}}}+{\sqrt {32+16{\sqrt {3}}+4{\sqrt {104+60{\sqrt {3}}}}+2{\sqrt {848+488{\sqrt {3}}+2{\sqrt {358376+206908{\sqrt {3}}}}}}}}\right).\end{aligned}}}
{\displaystyle \cos(2\pi /96)}を有理数と平方根で表すことが可能である。
{\displaystyle \cos {\frac {2\pi }{96}}=\cos {\frac {\pi }{48}}=\cos \left(3.75^{\circ }\right)={\frac {1}{2}}{\sqrt {2+{\sqrt {2+{\sqrt {2+{\sqrt {3}}}}}}}}}

### 正九十六角形の作図
正九十六角形は定規とコンパスによる作図が可能な図形である。